# Rondalla Venezolana
La Rondalla Venezolana es una agrupación de música romántica y popular venezolana cuyo sonido se basa en la guitarra.

## Historia
El músico y productor discográfico Luis Enrique Arismendi en 1972 propuso a la empresa discográfica venezolana "Palacio de la Música" la realización de una grabación de una agrupación en forma de rondalla en vista de que en el mercado discográfico local era posible hallar álbumes de rondallas de México interpretando temas venezolanos y de otros países, como en el caso del álbum "Las más lindas canciones venezolanas" grabado por la "Rondalla Tamaulipeca" en 1970, por lo que se planteó la necesidad de crear un grupo venezolano de estructura similar. Es así como se unieron a Luis Enrique Arismendi  cantantes y guitarristas como César Espín y Ángel Guanipa, quienes formaron en los años cuarenta el grupo "Dueto Espín Guanipa", el bajista Enrique Lira y el también productor discográfico y cantante Pedro Lacorte como solista para realizar la grabación de la primera producción del grupo, aunque no existía como tal para cantar en vivo. El álbum resultante, lanzado en 1973 bajo el título "Rondalla Venezolana", incluyó temas típicos venezolanos y el bolero, también venezolano, "Motivos", del cantautor venezolano Italo Pizzolante tema que se convirtió en el más difundido del disco. El éxito de la grabación hizo que el público solicitara que la agrupación se presentara, por lo que se tomó la decisión de buscar músicos y cantantes que conformarían la agrupación para las presentaciones, incluidos quienes participaron en el primer disco, y se grabó con la nueva agrupación un segundo álbum en 1973. Tres años después, como forma de dar a conocer su música en el extranjero, Palacio de la Música hizo convenio con la hoy extinta empresa discográfica mexicana "Fábrica de discos Peerless" para realizar un LP producido por el compositor y músico mexicano Rubén Fuentes en el cual el grupo se hizo acompañar de "El Mariachi Tapatío" y que incluyó populares valses venezolanos como "Dama Antañona" y "Noches larenses", entre otros temas.

### Agrupación acompañante
En 1977, durante una gira por Venezuela, el cantante puertorriqueño Chucho Avellanet manifestó su interés de grabar con la agrupación, por lo que la empresa para la cual grababa, "Artomax Music Studio" de Puerto Rico hizo un convenio con "Palacio de la Música" para que pudiera grabar acompañado de la agrupación. Para este disco, fueron elegidos temas en ritmo de bolero como "Traicionera" del mexicano Gonzalo Curiel y el vals "Amarraditos" de Pedro Belisario Pérez y Margarita Durán. Este nuevo álbum recibió buenas críticas y tuvo éxito, lo que impulsó a otros intérpretes a grabar con la agrupación como los venezolanos Alfredo Sadel (1979), Mario Suárez (1980), Rosa Virginia Chacín (1989), José Antonio García (1995) y Rafa Galindo (2005) y extranjeros como el cubano Barbarito Diez (1985) y el puertorriqueño Cheo Feliciano (1995 y 1998), entre otros artistas. Todas estas grabaciones fueron realizadas en Caracas en los "Estudios Fidelis".
En 1993, al conmemorarse 30 años del fallecimiento del cantante, músico y director de orquesta Tito Rodríguez, Héctor Varona, gerente de la empresa "West Side Latino Records" que poseía los derechos de las grabaciones de Rodríguez para los sellos "United Artists Latino" y "Musicor" encontró que se conservaban las grabaciones multipista de los boleros interpretados por el cantante por lo que concibió la idea de que fuera La Rondalla Venezolana la que acompañara la voz del cantante sustituyendo a la orquestación original, en tanto fuera posible. Así se concretó la grabación del CD "Eternamente", al cual siguió en 1999 el CD titulado "Nuevamente Juntos". En 1994, se repitió la experiencia con el álbum "Voces de siempre con La Rondalla Venezolana" en las cuales se incluyeron las voces, tomadas de las cintas multipistas, de Celia Cruz, Daniel Santos, Vicentico Valdés, Chucho Avellanet, Barbarito Diez y Tito Rodríguez. En 1997, al conmemorarse 40 años de la muerte del actor y cantante mexicano Pedro Infante, "Palacio de la Música" realizó un nuevo convenio con la "Fábrica de discos Peerless", para que la agrupación acompañara a la voz del mencionado artista con parte de la pista musical original. 
Después de ser declarada la agrupación "Patrimonio Cultural de Venezuela" se editó un nuevo CD en el año 2010, en el que acompañó a artistas como Ilan Chester, Francisco Pacheco (integrante fundador de la agrupación Un solo pueblo), Mauricio Castro Rodríguez (integrante del grupo Serenata Guayanesa), Lila Morillo y Trino Mora entre otros artistas. Esta ha sido la más reciente grabación de La Rondalla Venezolana, junto a otros artistas.

### Controversia legal
El día 23 de mayo de 1994, la agrupación fue inscrita como Sociedad Mercantil bajo el nombre de "La Rondalla Venezolana, C.A."  Más de diez años después, el fundador y director de la agrupación, Luis Enrique Arismendi se enteró de que algunos de sus integrantes, a espaldas suyas, habían creado un grupo paralelo que ostentaba el mismo nombre. Estos músicos fueron despedidos y formalizaron un grupo aparte denominado "Trequinto Venezolano" que solo realizó una grabación bajo este nombre. El día 4 de julio de 2005, los músicos despedidos registraron también como Sociedad Mercantil a su agrupación con el nombre de "Producciones Ronda-Ven, C.A."  y desde entonces se inició una controversia legal que hizo que Luis Enrique Arismendi demandara ante el organismo estatal venezolano "Servicio Autónomo de la Propiedad Intelectual" la nulidad del registro hecho por los músicos despedidos, lo cual se concretó el día 13 de agosto de 2008. Sin embargo, casi 4 años después, este organismo informó a Arismendi que pondría dos condiciones: la de reconocer la existencia de dos "Rondallas Venezolanas" y, de no ser aceptada ésta, no podría ser registrada en este organismo, lo que no fue aceptado, según informa la página web de la agrupación. ya su situación legal esta solucionada.

## Fallecimiento del fundador
El 15 de septiembre de 2020, murió en Caracas víctima de la enfermedad COVID-19, Luis Enrique Arismendi, fundador de la agrupación y poseedor de su registro comercial. Actualmente La Rondalla Venezolana cuenta con nuevos integrantes, y una nueva imagen. ya actualmente tienen en las plataformas digitales de música su más reciente producción musical con temas inéditos.

## Reconocimientos[10]
- Guaicaipuro de Oro (1974)
- Premio EGREM Cuba (1989)
- Mara de Oro (1994)
- La Musa de Oro (1995)
- Mara de Oro (1996)
- Premio de la Alcaldía Iribarren, Estado Lara (año 2002)
- Reconocimiento de la Aviación Militar Venezolana (2003)
- Mara de Platino (2003)
- Teatro de Piedra (2005)
- Mara de Platino (2005)
- Certificado como Bien de Interés Cultural de la Nación del Instituto del Patrimonio Cultural (2008)

## Discografía[11]

### Discografía original
| Año de publicación | Título                                                              | Discográfica                                  |
| 1973               | Rondalla Venezolana                                                 | Palacio de la Música (Venezuela)              |
| 1973               | Rondalla Venezolana Vol. 2                                          | Palacio de la Música (Venezuela)              |
| 1974               | Canciones de América con la Rondalla Venezolana, Vol 3              | Palacio de la Música (Venezuela)              |
| 1975               | Música popular venezolana, Vol 4                                    | Palacio de la Música (Venezuela)              |
| 1976               | Rondalla Venezolana, Vol 5                                          | Palacio de la Música (Venezuela)              |
| 1976               | Serenata a Venezuela                                                | Palacio de la Música (Venezuela)              |
| 1977               | El Romántico de América Chucho Avellanet con La Rondalla Venezolana | Palacio de la Música (Venezuela)              |
| 1978               | Rondalla Venezolana, Vol 6                                          | Palacio de la Música (Venezuela)              |
| 1979               | Rondalla Venezolana, Vol 7                                          | Palacio de la Música (Venezuela)              |
| 1979               | Boleros del recuerdo con Alfredo Sadel y La Rondalla Venezolana     | Palacio de la Música (Venezuela)              |
| 1980               | Canciones de Juan Vicente Torrealba                                 | Palacio de la Música (Venezuela)              |
| 1981               | Rondalla Venezolana, Vol 8                                          | Palacio de la Música (Venezuela)              |
| 1982               | Rondalla Venezolana, Vol 9                                          | Palacio de la Música (Venezuela)              |
| 1985               | Barbarito Diez con La Rondalla Venezolana                           | Palacio de la Música (Venezuela)/EGREM (Cuba) |
| 1987               | Rondalla Venezolana, Vol 10                                         | Palacio de la Música (Venezuela)              |
| 1989               | Rosa Virginia Chacín con La Rondalla Venezolana                     | Palacio de la Música (Venezuela)              |
| 1991               | José Antonio García con La Rondalla Venezolana                      | Palacio-Rodven (Venezuela)                    |
| 1993               | Eternamente                                                         | Palacio de la Música (Venezuela)              |
| 1994               | Voces de siempre                                                    | Palacio de la Música (Venezuela)              |
| 1995               | Cheo Feliciano y La Rondalla Venezolana son inolvidables            | Palacio de la Música (Venezuela)              |
| 1995               | Muy venezolano, Vol 1                                               | Palacio de la Música (Venezuela)              |
| 1995               | Muy venezolano, Vol 2                                               | Palacio de la Música (Venezuela)              |
| 1997               | Muy venezolano, Vol 3                                               | Palacio de la Música (Venezuela)              |
| 1997               | Nuestras vivencias                                                  | Palacio de la Música (Venezuela)              |
| 1998               | Cheo Feliciano y La Rondalla Venezolana le cantan al amor           | Palacio de la Música (Venezuela)              |
| 1998               | Pedro Infante con La Rondalla Venezolana, 40 años después           | Palacio de la Música (Venezuela)              |
| 1999               | Orgullo de ser latino                                               | Palacio de la Música (Venezuela)              |
| 1999               | Muy venezolano, Vol 4                                               | Palacio de la Música (Venezuela)              |
| 1999               | Nuevamente juntos                                                   | Palacio de la Música (Venezuela)              |
| 1999               | La Rondalla Venezolana y La Navidad                                 | Palacio de la Música (Venezuela)              |
| 2000               | Mis cantares                                                        | Palacio de la Música (Venezuela)              |
| 2000               | Muy venezolano, Vol 5                                               | Palacio de la Música (Venezuela)              |
| 2001               | Serenata a Juan Vicente Torrealba I                                 | Palacio de la Música (Venezuela)              |
| 2001               | Serenata a Juan Vicente Torrealba II                                | Palacio de la Música (Venezuela)              |
| 2001               | Canciones de amor                                                   | Palacio de la Música (Venezuela)              |
| 2001               | Javier Solís con La Rondalla Venezolana                             | Sony Music (Venezuela)                        |
| 2002               | Muy venezolano, Vol 6                                               | Palacio de la Música (Venezuela)              |
| 2005               | Rafa Galindo con La Rondalla Venezolana                             | Palacio de la Música (Venezuela)              |
| 2013               | La Rondalla Venezolana: Ayer, Hoy y Siempre                         | Producciones Palacio PR (Venezuela)           |
| 2013               | A Venezuela                                                         | Producciones Palacio PR (Venezuela)           |
| 2015               | Sueños...La Rondalla Venezolana con los niños                       | Producciones Palacio PR (Venezuela)           |

### Recopilaciones y Reediciones
| Año de publicación | Título                                                               | Discográfica                                     |
| 1979               | Joyas musicales                                                      | Palacio de la Música (Venezuela)                 |
| 1991               | Serenata                                                             | Palacio de la Música (Venezuela)                 |
| 1996               | Serenata a Venezuela, La Rondalla Venezolana con El Mariachi Tapatío | Palacio de la Música (Venezuela)                 |
| 1999               | Serie 32: Grandes Éxitos                                             | Universal Music/Palacio de la Música (Venezuela) |
| 2003               | La Historia                                                          | Latin World Music (Venezuela)                    |
| 2003               | Simón Díaz y La Rondalla Venezolana                                  | Latin World Music (Venezuela)                    |
| 2005               | La Rondalla Venezolana: Gold                                         | Palacio de la Música (Venezuela)                 |
| 2006               | La Rondalla Venezolana y sus amigos                                  | Palacio de la Música (Venezuela)                 |
| 2010               | Serie Los Originales: La Rondalla Venezolana                         | Anes Records-Palacio de la Música (Venezuela)    |
| 2011               | 40 años, 40 éxitos: Rondalla Venezolana                              | Velvet de Venezuela                              |